# 溫萊特號驅逐艦 (DD-62)
溫萊特號驅逐艦（舷號DD-62）是一艘隸屬於美國海軍的驅逐艦，為塔克級驅逐艦的六號艦。它是美軍第一艘以溫萊特為名的軍艦，以紀念分別服役於美國內戰及殲滅墨西哥海盜的溫萊特家族三人，包括父莊拿頓·溫萊特（Jonathan Mayhew Wainwright）、子小莊拿頓·溫萊特（Jonathan Mayhew Wainwright, Jr.）及姪理查·溫萊特（Richard Wainwright）。
溫萊特號在1914年於紐約造船廠開始建造，在1915年下水，於1916年服役，其時第一次世界大戰已經爆發。接著溫萊特號主要留在大西洋訓練及作中立巡航。美國參戰後，溫萊特號被派往法國及愛爾蘭海域，掩護協約國船隻。期間溫萊特號曾與德國潛艇交戰，但未能確認戰果。戰後溫萊特號留在加勒比海巡航，在1922年退役。1924年溫萊特號轉交美國海岸防衛隊，負責截查酒精走私。1934年溫萊特號重返海軍，在同年除籍，按倫敦海軍條約出售拆解。